# Germán Carnevali
Germán Carnevali Fernández-Concha, född 1955, är en venezuelansk botaniker som är specialiserad på orkidéer. 
Han har en examen i biologi vid Venezuelas Centraluniversitet och en doktorsexamen vid University of Missouri.
Auktorsnamnet Carnevali kan användas för Germán Carnevali i samband med ett vetenskapligt namn inom botaniken; se Wikipediaartiklar som länkar till auktorsnamnet.